# Санта-Круш (Коїмбра)
Са́нта-Кру́ш (порт. Santa Cruz; МФА: [ˈsɐ̃.tɐ ˈkɾuʃ]) — парафія в Португалії, у муніципалітеті Коїмбра. Розташована в західній частині країни, на теренах історичної португальської провінції Бейра. Входить до складу округу Коїмбра. За адміністративним поділом, чинним до 1976 року, терени парафії були складовою провінції Берегова Бейра. Належить до Коїмбрської діоцезії Католицької церкви. Патрон — Іван Хреститель. Площа — 5,5612 км². Населення — 5699 ос. (2011). Сильно урбанізований регіон. Густота населення — 1024,78 осіб/км²
. Код — 060317.

## Назва
- Коїмбра (Санта-Круш) (порт. Coimbra (Santa Cruz)) — офіційна назва.

## Населення
| Кількість мешканців | Кількість мешканців | Кількість мешканців | Кількість мешканців | Кількість мешканців | Кількість мешканців | Кількість мешканців | Кількість мешканців | Кількість мешканців | Кількість мешканців | Кількість мешканців | Кількість мешканців | Кількість мешканців | Кількість мешканців | Кількість мешканців |
| ------------------- | ------------------- | ------------------- | ------------------- | ------------------- | ------------------- | ------------------- | ------------------- | ------------------- | ------------------- | ------------------- | ------------------- | ------------------- | ------------------- | ------------------- |
| 1864                | 1878                | 1890                | 1900                | 1911                | 1920                | 1930                | 1940                | 1950                | 1960                | 1970                | 1981                | 1991                | 2001                | 2011                |
| 3 213               | 3 738               | 5 821               | 5 484               | 6 127               | 6 756               | 8 469               | 9 483               | 9 572               | 11 476              | 8 824               | 10 890              | 8 239               | 6 866               | 5 699               |

## Пам'ятки
- Монастир Святого Хреста — колишній августинський монастир ХІІ ст., національний пантеон.